# Breukelen
Breukelen  è stata una municipalità dei Paesi Bassi situata nella provincia di Utrecht. Il comune autonomo è entrato a far parte il 1º gennaio 2011 del nuovo comune di Stichtse Vecht.
Il nome del distretto (borough) nuovaiorchese di Brooklyn deriva dal nome della città di Breukelen, in quanto la zona era stata colonizzata dagli olandesi nel diciassettesimo secolo, prima dell'arrivo degli inglesi.

## Storia
Il comune di Breukelen nacque il primo gennaio del 1949 tramite la fusione dei comuni di Breukelen-Nijenrode e Breukelen-Sint-Pieters, ai quali si aggiunsero i comuni di Ruwiel nel 1964 e Kockengen nel 1969. Tra il 1812 e il 1818 era già esistito un comune omonimo che inglobava Breukelen-Nijenrode, Breukelen-Sint-Pieters, Laag-Nieuwkoop, Ruwiel e Portengen.
Il primo gennaio del 2011, il comune di Breukelen venne soppresso. Venne unito ai comuni di Loenen e Maarssen per dare vita al nuovo comune di Stichtse Vecht.